# La Chute des Fils
La Chute des Fils (titre original : The Chronicles of Pern: First Fall) est un recueil de nouvelles prenant place dans le cycle de La Ballade de Pern de l'écrivain Anne McCaffrey. Il contient les nouvelles :
- Première reconnaissance : P.E.R.N.
- La Cloche des Dauphins
- Le Fort de Red Hanrahan
- Le Deuxième Weyr
- Mission sauvetage